# Bünsdorf
Bünsdorf (dansk: Bynstorp) er en kommune og en by i det nordlige Tyskland, beliggende i Amt Hüttener Berge i den østlige del af Kreis Rendsborg-Egernførde. Kreis Rendsborg-Egernførde ligger i den centrale del af delstaten Slesvig-Holsten.

## Geografi
Bünsdorf ligger omkring 11 km nordøst for Rendsborg mellem Vittensø og Kielerkanalen. Mellem disse løber floden Schirnau. Mod ves løber A7/E45 fra Rendsborg mod Slesvig , mod nord Bundesstraße 203 fra Rendsborg mod Egernførde.